# Grapperies Lesur
Les grapperies Lesur ou grapperies de Somain est une entreprise viticole fondée en 1889 par Louis Lesur à Somain dans le Nord

## Louis Lesur
Louis Lesur né à Wandignies en 1845, dans une famille d'agriculteurs où il est le 13e enfant. À 25 ans, il épouse vers 1870 Mlle Delcambre, née à Somain. En 1880, il est basculeur à la fosse Saint-Louis de la Compagnie des mines d'Anzin, et il habite une des maisons du coron de la fosse La Renaissance, où il achète près des Usines de La Renaissance un terrain en 1885 de quatorze ares quinze centiares vendu par l'abbé Dervaux avec vingt-deux mètres de façade sur soixante-huit en bordure de chemin. L'abbé quitte la Renaissance et lui vend à nouveau en 1886 sept ares cinquante-trois centiares d'une parcelle voisine du précédent terrain. M. Lesur quitte les mines pour ouvrir un cabinet d'assurances (Le phénix) et en 1889 il installe des serres et achète à nouveau trente-et-un ares huit centiares soit cent-quinze mètres par vingt-six.
En 1900 il a cinq serres chauffées par un feu central en briques avec une cheminée à double boisseau circulant sur les côtés des serres. Le feu est alimenté par du flou (résidu de charbon) qui était récupéré dans le courant du Cavin ou ravin des eaux sauvages voisin à la suite des rejets de l'usine à boulets agglomérés de Somain. Il se renseigne auprès des Chasselas de Thomery pour améliorer sa viticulture.
Sous les ceps il cultive des fraises et tomates l'été et des chicons l'hiver.

## Les grapperies de Somain
Louis Lesur s'associe avec Paul Bultot, notaire à Anzin, Jules Mathieu, d'Anzin, et Ernest Coutant de Douai pour fonder en 1900 la Société anonyme des Grapperies de Somain. M. Lesur apporte deux terrains, cinq serres et 2 002 plants de vignes. D'autres parcelles sont achetées pour élever quatre serres de cent mètres de long. Quatre logements sont construits pour des employés et à l'Exposition universelle de 1900 la qualité Lesur présente la plus grosse grappe de raisins avec plus de trois kilos. L'exploitation continue jusqu'à la Première Guerre mondiale. Avec le dynamitage, par les Allemands à leur départ, de l'usine à boulets, les serres sont aussi détruites.
Âgé M. Lesur trouve un nouveau directeur : M. Vanderlotte d'Anzin, aidé par Léon De Jonge, jardinier du roi Léopold II, les serres sont reconstruites mais l'usine à boulets aussi. Un dégagement important de poussières de charbon pénètre dans les serres et rend l’exploitation très difficile.
Louis Lesur décède en 1921. En 1924 les terrains et immeubles sont repris par la Compagnie des mines d'Aniche, les lavoirs polluaient les serres ce qui entraîne la fin de l'entreprise. Les ceps, matériel vinicoles et agricoles sont transférés à Valenciennes près de la place Dampierre.

## Les honneurs
« En 1904 M. Lesur, directeur de la grapperie, reçoit une médaille de vermeil, grand module ».
« 1908 ... en avril, les prix d'honneur ; soit dans nos expositions nationales, où les noms des Orner Décugis, Mercier, Lesur, etc., sont ... Cordonnier et fils (Grapperies du Nord) exposaient, hors concours, ayant obtenu le grand prix d'honneur en 1908 ».
« Les mêmes présentateurs et M. Lesur, directeur des grapperies de Somain (Nord), exposaient des raisins forcés de tout premier ordre. Dans les raisins conservés, il y avait des lots superbes, surtout avec les variétés Black Alicante, Gros Coman, Chasselas doré de Fontainebleau . Il reçoit une médaille d'or »,.
Société anonyme des Grapperies de Somain, viticulteur, à Somain (Nord). Viticulture sous verres, raisin de table en toutes saisons, vignes en pots, culture d'endives ou de chicorée Wiltoof.

## Grapperies du Nord
À la même époque les grapperies de Somain sont en concurrence avec les grapperies du Nord, fondées en 1889, par Anatole Cordonnier.
Anatole Cordonnier crée un vaste établissement horticole près de la gare de Bailleul : « Les Grapperies du Nord ». Il veut exploiter à un niveau industriel la technique de la « forcerie des fruits ». À leur apogée en 1910-1914, les Grapperies du Nord s’étendent sur quatorze hectares dont 4 500 m2 de serres. Cet établissement emploie une main d’œuvre locale variant suivant les saisons entre 150 et 250 personnes. Les cultures sont diversifiées, on y trouve des arbres fruitiers, des légumes, des fleurs mais les spécialités de cet établissement sont la culture des chrysanthèmes et le raisin. Paris est le débouché principal de la production des Grapperies du Nord. Les cultures sont représentées dans les salons d’agriculture et les diverses expositions horticoles et maraîchères de la capitale.